# Minnesota Lake
Minnesota Lake är en ort i Faribault County, Minnesota, USA. En mindre del av orten ligger i Blue Earth County.